# Ruizanthus
Ruizanthus es un género de musgos hepáticas de la familia Balantiopsaceae. Comprende 2 especies descritas y aceptadas.

## Taxonomía
El género fue descrito por (Steph.) Grolle  y publicado en Phytologia 39: 240. 1978.  La especie tipo es: Ruizanthus venezuelanus R.M. Schust.

## Especies aceptadas
A continuación se brinda un listado de las especies del género Ruizanthus aceptadas hasta diciembre de 2014, ordenadas alfabéticamente. Para cada una se indica el nombre binomial seguido del autor, abreviado según las convenciones y usos.	
- Ruizanthus lopezii R.M. Schust.
- Ruizanthus venezuelanus R.M. Schust.